# 成功神学
成功神学是一种對於部分基督教教派的教义與教會實務運作的評判。主要為批評者認為，此類教會在實踐上以禱告取得生活上的成功，不是上帝恩惠的外在证据。對于一部分教派，這是异端教义。成功神学的批評，主要流行于新教的五旬节运动和灵恩运动中，但也不局限于这一传统。不過，近來有學者反對中文對英文的Prosperity Gospel 翻譯為“成功神學”這個標籤。
成功神学引用旧约圣经《申命记》第8章第18节：“你要记念上主你的上帝，因为得货财的力量是他给你的，为要坚定他向你列祖起誓所立的约，像今日一样。”
但是，有部分人在解读上，有不同的意見。

## 教會經營效率
批評者認為，成功神學可以讓教會和信徒能迅速達成某些目標，因此傳教上阻力較小，教會規模能迅速擴張。批評者也認為，宣揚成功神學的牧師，常以接觸名人以及各行業成功人士來行銷自己及達成擴張教會之目的，但實際上是先有此類人士為信徒，爾後才有相關事業的成果，而批評者的教派也因為常有上述實踐行動，但成效經常不若被批評之教會，故此類的批評常因此而沒有堅固的立足點。
批評者認為，成功神學的牧師更常以瑪拉基書 3:10 萬軍之耶和華說：「你們要將當納的十分之一全然送入倉庫，使我家有糧，以此試試我，是否為你們敞開天上的窗戶傾福於你們，甚至無處可容。」 因此即認為所謂之成功神學者宣稱可以以拾一奉獻試試上帝，看是否祝福你，並不時詢問現場會眾是否有因拾一奉獻而有財務祝福並邀其現場講述神蹟，並宣稱這是上帝給予奉獻的回報，並以此鼓勵會眾仿效，宣稱這是獲上帝祝福的信心管道。惟此類批評也因著類似的實踐行動不若被批評者有成效，故在批評的立足點亦經常不穩定。

## 教會方的好處
對所有的教會而言，資源管理（資金、人力、媒體、公關）經常是棘手的問題，資源需要分散在福傳、公益、行政、人事支出等地方。因此批評者認為，成功神學鼓勵信徒累積資產，並且常以奉獻（通常指建堂奉獻）作為道德與上帝祝福是否的評估標準，因此在基督信仰等同成功、財富、地位、權勢、健康等誘因下相當受群眾歡迎，尤其是產生群聚效應後，不僅教會容易取得資金，甚至能取得媒體資源與政治資源，同時間教會主任牧師順勢擁有其教會話語權與主導權，同時若主任牧師決策有誤，教會會眾也難以向上反應。因此臺灣成功神學教會出現抵制執政者參加國家祈禱早餐會等令社會觀感不佳的作為。
取得資源後的教會通常會執行再投資，相關收益是否用於公益活動有待檢視。

## 教會經營風險
成功神學教會的核心組成份子，通常是神職人員、資本家、以及少數資深信徒。這樣的組成讓決策圈形成資源充分而文化單調的環境，決策結果會明顯反映出強力執行、缺乏溝通、缺乏監督等問題。

## 政治風險
由於核心組成份子通常具有政商背景，因此在遭遇政治批判時，教會多採取迴避或偏袒的方式處理，經過政治事件後，教會對社會大眾而言會失去公信力。

## 法律風險
這類教會的決策圈重視執行效率，並主任牧師有絕對神聖不可侵犯的主導權力，缺乏體制內監督機制，因此比傳統教會易產生神職人員違法貪瀆，浮濫投資，牧者情慾事件，通常爆發時問題已經積重難返。

## 其他教派連帶受波及
一般大眾並不了解教會是否採用成功神學方式經營，因此每當教會內有重大負面事件發生，破壞力是傷害所有的教派，而不單單影響成功神學的教派。
需多加思考的是而成功神學教會之會眾長時間成功神學的催化，會眾的聖經信仰與熟悉程度並非建立在聖經話語之上，而是藉由聖經中的隻字片語與信心禱告達成個人欲望的滿足，相對於聖經中的苦難多規避不談，並有些成功神學教會將苦難認為是得罪上帝所受的懲罰，與耶穌所倡導的真理而言，成功學教派注重的是數字化經營教會，神蹟是成就個人目標及教會目標的達成方式。

## 資金不當利用
當教會分割成數個附屬單位之後，營利單位其帳務通常只提供政府作為稅務使用，而不對信徒負責，常見的附屬事業有附設書店、咖啡店、教育事業、場地租借服務。這會使得信徒無法得知捐款最終的實際應用，透過內部採購可以將資金從非營利單位流向營利單位，惡意使用這個手法可以達到挪用公款的效果，而且很難受法律約束。當教會核心人物身兼營利事業負責人時，表示這種狀況可能存在，但是沒有發生重大弊案的狀況下大多數信徒並不會發現。

### 引用
1. ↑  王生堅，<駁斥胡志偉的邏輯謬論和誤導性的標籤文化>，可下載：https://www.academia.edu/50811770/%E9%A7%81%E6%96%A5%E8%83%A1%E5%BF%97%E5%81%89%E7%9A%84%E9%82%8F%E8%BC%AF%E8%AC%AC%E8%AB%96%E5%92%8C%E8%AA%A4%E5%B0%8E%E6%80%A7%E7%9A%84%E6%A8%99%E7%B1%A4%E6%96%87%E5%8C%96 （页面存档备份，存于）
2. ↑  Ulmer, K: "Making Your Money Count", page 72. Regal Books, 2007